# Magdeburger Straßen/D

Ehemaliges Naturkundemuseum, Domplatz Nr. 5

Nachfolgend werden Bedeutungen und Umstände der Namengebung von Magdeburger Straßen und ihre Geschichte aufgezeigt. Aktuell gültige Straßenbezeichnungen sind in Fettschrift angegeben, nach Umbenennung oder Überbauung nicht mehr gültige Bezeichnungen in Kursivschrift. Soweit möglich werden auch bestehende oder ehemalige Institutionen, Denkmäler, besondere Bauten oder bekannte Bewohnerinnen und Bewohner aufgeführt.
Die Liste erhebt zunächst noch keinen Anspruch auf Vollständigkeit.
Dachsbreite; Stadtteil Hopfengarten; PLZ 39120
Vormals: Hohenelber Straße
Benannt nach dem Säugetier Dachs.
Dahlienweg; Stadtteil Reform; PLZ 39118
Benannt nach der Blume Dahlie.
Damaschkeplatz; Stadtteil Stadtfeld Ost; PLZ 39108
Vormals: Schlageterplatz
Benannt nach dem Führer der Bodenreformbewegung Adolf Damaschke.
Damaschkeweg; Stadtteil Salbke; PLZ 39122
Benannt nach dem Führer der Bodenreformbewegung Adolf Damaschke.
Dannefelder Straße; Stadtteil Neue Neustadt; PLZ 39124
Benannt nach dem in Sachsen-Anhalt im Drömling/Altmark gelegenen Dorf Dannefeld.
Danziger Dorf; Stadtteil Kannenstieg; PLZ 39128
Heute, 1951 umbenannt in: Wenddorfer Weg
Die Straße in der gleichnamigen Siedlung Danziger Dorf wurde 1936 nach der Hansestadt Danzig, damals Teil des Danziger Freistaats benannt. Die Stadt Gdańsk gehört heute zu Polen. Namen von Orten, aus denen die deutsche Bevölkerung nach dem Zweiten Weltkrieg vertrieben worden war, oder die nicht mehr zu Deutschland gehörten, sollten in der DDR nicht mehr erscheinen.
Sie war eine der drei Straßen dieser Siedlung, auch deren Name verschwand 1951. Nach der Wende entstand er wieder als Straßenbahnhaltestelle „Danziger Dorf“. (vgl. unten: Danziger Straße)
Danziger Straße; Stadtteil Kannenstieg; PLZ 39128
Heute, 1951 umbenannt in: Bertinger Weg
Diese Straße in der Siedlung Danziger Dorf wurde ebenfalls 1936 nach der Stadt Danzig benannt. (wie oben: Danziger Dorf) Die dritte Straße der Siedlung trug den Namen Langfuhrer Straße.
Danzstraße; Stadtteil Altstadt; PLZ 39104
Vormals: Oranienstraße
Benannt nach dem KPD-Politiker und Widerstandskämpfer gegen den Nationalsozialismus Hermann Danz.
Daressalamer Weg; Stadtteil
Später: Grünewalder Weg
Heute: ?
Die Straße war nach dem Sitz der Kolonialverwaltung für die Deutschen Kolonien Deutsch-Ostafrika Daressalam benannt.
Dehmbergstraße; Stadtteil Stadtfeld West; PLZ 39110
Benannt nach der Erhebung Dehmberg zwischen den Dörfern Hohenwarsleben und Dahlenwarsleben nordwestlich von Magdeburg in Sachsen-Anhalt.
Deichwallstraße; Stadtteil Rothensee; PLZ 39126
Heute: ?
Der Name der Straße ging auf ein in der Nähe befindlichen Flurstück, welches wohl nach Deichanlagen an der Elbe benannt worden war, zurück.
Deichweg; Stadtteil Rothensee; PLZ 39126
Die Straße erhielt im Jahr 1938 ihren Namen.
Denekestraße; Stadtteil Alte Neustadt; PLZ 39106
Benannt nach dem Industriellen, Politiker und Geheimen Kommerzienrat Carl Friedrich Deneke.
Denhardtstraße; Stadtteil Alte Neustadt; PLZ 39106
Vormals: Königgrätzer Straße
 ?
Dequeder Straße; Stadtteil Neue Neustadt; PLZ 39124
Benannt nach dem in der Altmark gelegenen und zu Osterburg gehörenden Ortsteil Dequede.
Derenburger Weg; Stadtteil Lemsdorf; PLZ 39118
Benannt nach der zwischen Wernigerode und Halberstadt in Sachsen-Anhalt am Harz gelegenen ehemaligen Stadt Derenburg.
Dessauer Straße; Stadtteil Brückfeld; PLZ 39114
Benannt nach der im östlichen Sachsen-Anhalt gelegenen Stadt Dessau. Die Straße entstand in den Jahren 1911 bis 1914.
Deutscher Platz; Stadtteile Altstadt und Alte Neustadt; PLZ 39104 und 39106
Vormals:
Kaiser-Wilhelm-Platz
Staatsbürgerplatz
Kaiser-Wilhelm-Platz
Später:
Boleslaw-Bierut-Platz
Heute:
Universitätsplatz
Die Bezeichnung Deutscher Platz war eine der vielen Bezeichnungen für den heutigen Universitätsplatz. Sie wurde nach 1945 eingeführt, aber noch während der DDR-Zeit wieder verändert.
Die Fahrt; Stadtteil Diesdorf; PLZ 39110
 ?
Diesdorfer Graseweg; Stadtteile Diesdorf, Stadtfeld West, Sudenburg und Ottersleben; PLZ 39110 und 39116
 ?
Diesdorfer Privatweg; Stadtteil Diesdorf; PLZ 39110
 ?
Diesdorfer Straße; Stadtteil Alt Olvenstedt; PLZ 39130
Heute: ?
Diese Straße war nach dem südlich von Olvenstedt gelegenen heute ebenfalls zu Magdeburg gehörenden Dorf Diesdorf benannt.
Diesdorfer Wuhne; Stadtteil Diesdorf; PLZ 39110
 ?
Diesterwegstraße; Stadtteil Stadtfeld West; PLZ 39110
Benannt nach dem deutschen Pädagogen Adolph Diesterweg.
Dietrich-Eckart-Straße; Stadtteil Alt Olvenstedt; PLZ 39130
Heute: ?
Diese Straße war während der Zeit des Nationalsozialismus nach dem nationalsozialistischen Publizisten und Weggefährten Adolf Hitlers Dietrich Eckart benannt.
Dietrich-Eckart-Straße; Stadtteil Cracau; PLZ 39114
Heute: Friedrich-Ebert-Straße
Diese Straße war während der Zeit des Nationalsozialismus nach dem nationalsozialistischen Publizisten und Weggefährten Adolf Hitlers Dietrich Eckart benannt.
Dietrichstraße; Stadtteil Diesdorf; PLZ 39110
Der Name des nach Magdeburg eingemeindeten Dorfes Diesdorf soll auf den Namen Dietrich zurückgehen.
Dirschauer Straße; Stadtteil Brückfeld; PLZ 39114
Später: Albert-Kuntz-Straße
Heute: Bauhausstraße
Die Straße wurde in den Jahren 1924 bis 1931 angelegt und  war nach der in Pommern gelegenen Stadt Dirschau benannt. Die Stadt gehört heute zu Polen.
Distelweg; Stadtteil Nordwest; PLZ 39128
Diese Straße, ursprünglich Teilstück einer Gartensparte, wurde nach der Pflanze Distel benannt.
Doctor-Eisenbart-Ring; Stadtteil Hopfengarten; PLZ 39120
Benannt nach dem Handwerkschirurgen, Wundarzt und Starstecher Johann Andreas Eisenbarth.
Dodendorfer Platz; Stadtteil Leipziger Straße; PLZ 39112
Dieser an der Dodendorfer Straße gelegene, seit 1935 bestehende Platz ist nach dem südlich von Magdeburg gelegenen Dorf Dodendorf benannt.
Dodendorfer Straße; Stadtteil Leipziger Straße; PLZ 39112 und 39120
Die Straße führt in Richtung des südlich von Magdeburg gelegenen Dorfes Dodendorf und trägt daher seit 1902 diesen Namen.

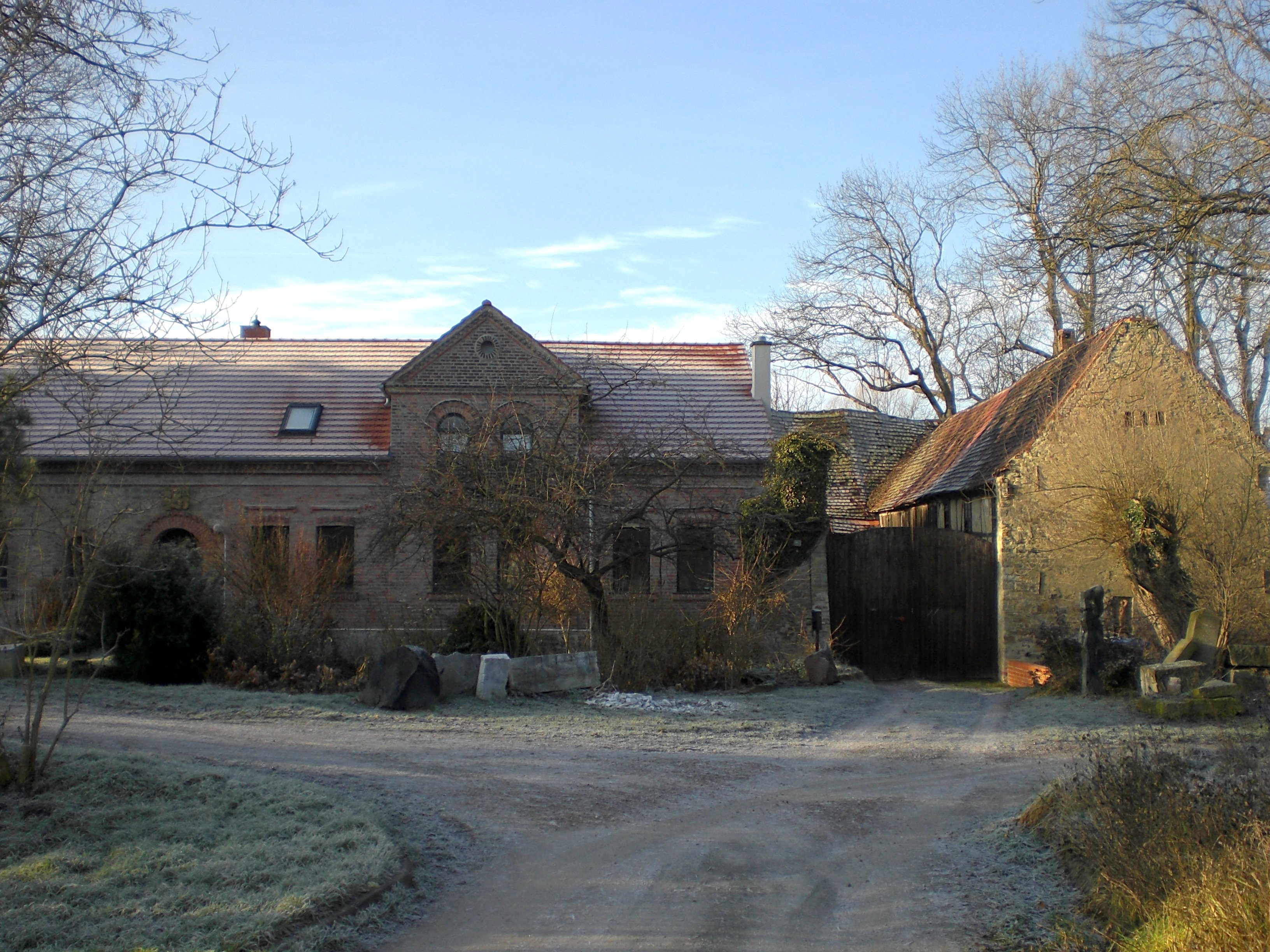
Sohlener Mühle

Dodendorfer Weg; Stadtteil Beyendorf-Sohlen; PLZ 39122
Benannt wurde diese Straße im Jahr 2001 nach dem benachbarten Ort Dodendorf in dessen Richtung die Straße verläuft.
Institutionen, Bauwerke, Denkmäler:
- Sohlener Mühle, Haus Nr. 11, ehemalige Wassermühle.

Dohlenstieg; Stadtteil Neustädter See; PLZ 39126
Diese Straße wurde mit Beschluss des Stadtrates vom 1. September 2005 nach der Vogelart Dohle benannt. Die Straße entstand abgehend vom Krähenstieg als Erschließungsstraße für ein kleines neues Wohngebiet. Der Name wurde in Anlehnung an die Benennung des Krähenstiegs an einen Vogel und als Stieg ausgewählt. Der Name Krähenstieg wiederum ging auf eine alte Flurbezeichnung zurück.
Dohlhoffstraße; Stadtteil Altstadt; PLZ 39104
Vormals: Franseckystraße
Heute: Weitlingstraße (deren nördlicher Teil)
Die Straße war nach dem Zweiten Weltkrieg eine Zeitlang nach dem Magdeburger Arzt Eduard Dohlhoff benannt. Der nördliche Teil der Dohlhoffstraße (nördlich der Listemannstraße) wurde im Zuge der Umgestaltung der Innenstadt aufgehoben. Heute befindet sich dort eine Grünfläche. Der südliche Teil wurde später der Weitlingstraße zugeschlagen.
Döllweg; Stadtteil Diesdorf; PLZ 39110
 ?
Domersleber Weg; Stadtteil Diesdorf; PLZ 39110
Vormals: Kabel-Privatweg (bis 1938)
Benannt nach dem westlich von Magdeburg gelegenen Dorf Domersleben.
Domplatz; Stadtteil Altstadt; PLZ 39104
(Vormals, bis in das 19. Jahrhundert, war auch die Bezeichnung Neuer Markt gebräuchlich)
Der Name Domplatz rührt von dem südlich an den Platz angrenzenden Magdeburger Dom her und ist seit dem 18. Jahrhundert verbreitet. Die ursprüngliche Bezeichnung Neuer Markt (als Gegensatz zum Alten Markt) ist urkundlich erstmals 1294 erwähnt, dürfte aber noch älter sein. Mit Neuer Markt war jedoch ursprünglich nicht nur das Gebiet des Domplatzes, sondern das ganze erzbischöfliche Verwaltungsgebiet im Süden der Altstadt gemeint. Die Bezeichnung blieb bis in das 19. Jahrhundert, allerdings auf das Gebiet des Domplatzes begrenzt, gebräuchlich.
Zwei große Brände richteten an den Gebäuden des Domplatzes erhebliche Schäden an. Der Brand von 1207 führte zum Neubau des Doms. Der im Rahmen der Eroberung Magdeburgs im Dreißigjährigen Krieg praktisch stadtweite Brand von 1631 hinterließ im Bereich des Domplatzes geringere Schäden. Löschtrupps der Eroberer und der Bürger waren auf der Domfreiheit zusammengezogen. Daher sind im Bereich des Domplatzes mehrere mittelalterliche Gebäude erhalten. Begründet durch die Brände, erließ die Stadt ein Verbot der Errichtung von Fachwerkhäusern innerhalb der Stadt.
Der größte Platz der Innenstadt wurde regelmäßig für Versammlungen und Festlichkeiten genutzt. Im 17. Jahrhundert war der Platz dann jedoch zum Viehanger verkommen. Kühe und Schweine weideten hier, die Häuser verfielen. 1722 gab der Festungsgouverneur Fürst Leopold I. (Anhalt-Dessau) den Befehl, den Platz zu pflastern. Der Platz wurde nun als Exerzierplatz genutzt. Die Bebauung des Platzes bestand nun im Wesentlichen aus barocken Gebäuden, die zu einem großen Teil bis heute erhalten sind. Der nachfolgende Festungsgouverneur Herzog Ferdinand von Braunschweig gestaltete den Platz 1764/1765 aufwendig um. Insbesondere wurden zahlreiche Linden angepflanzt. Die neue Gestaltung wurde als "Die Plantage" bezeichnet. Die Funktion als Exerzierplatz blieb jedoch erhalten. Aufgrund von Vandalismusschäden verfiel die Anlage jedoch schnell. Bereits 1776/1777 wurde der Platz neu planiert. Die Gestaltung als mit Bäumen umsäumter Platz bei gleichzeitiger Nutzung als Exerzierplatz hielt jedoch an.
1936 wurde im südwestlichen Teil des Platzes ein monumentales Denkmal der SA zu Ehren der "Gefallenen der Gruppe Mitte" errichtet. 1945 wurde das Denkmal beschädigt und dann abgebrochen.
In der nachfolgenden Zeit fanden wiederholt archäologische Grabungen auf dem Domplatz statt. Hier wurden umfangreiche Fundamente freigelegt, die heute auf dem Platz abgebildet sind. Ursprünglich wurden die Funde als Reste der Kaiserpfalz Ottos des Großen gedeutet. Dies ist heute jedoch umstritten.
1989 war der Domplatz der Ort der Magdeburger Montagsdemonstrationen.
In den nachfolgenden Jahren erfolgte der Abriss der von der DDR vorgenommenen Bebauung der westlichen Seite des Platzes und eine Neubebauung. Diese war jedoch in der Öffentlichkeit umstritten. 2004 begann an der Nordwest-Ecke des Platzes der Bau des Magdeburger Hundertwasser-Hauses.
ehemalige Institutionen, Bauwerke, Denkmäler
- Haus-Nr. 5, Städtisches Museum für Natur- und Heimatkunde, während des Zweiten Weltkrieges weitgehend zerstört.

Bekannte Personen, die hier lebten:
- Helmut von Moltke, General, lebte zumindest um 1849 im Haus Nr. 7.
- Friedrich Christian Adolf von Motz, Oberpräsident und späterer preußischer Finanzminister, lebte zumindest um 1823 im Haus Nr. 9.

Domstraße; Stadtteil Altstadt; PLZ 39104
Heute:
Am Dom (östlicher Teil – seit 1899)
Lothar-Kreyssig-Straße (westlicher Teil – seit 2001)
Die Benennung beruhte auf dem Magdeburger Dom, auf dessen Hauptportal die Straße zuläuft. Die Domstraße war ursprünglich die südlichste Straße der Magdeburger Altstadt und führte vom Breiten Weg bis zum Fürstenwall. Ab 1872 erfolgte die Erweiterung der Stadt nach Süden. Die Häuser auf der Südseite der Straße wurden im Zuge der Erweiterung abgerissen. Als letztes Haus wurde 1898 das Haus Nr. 3 (frühere Armen-Direktion) sowie das aus dem frühen Mittelalter stammende Nachbarhaus abgerissen. Erhalten blieben lediglich Gebäude im östlichen Bereich auf der Nordseite der Straße, direkt am Dom. Dieser (östliche) Teil der Straße wurde 1899 in „Am Dom“ umbenannt. Der westliche Teil der Domstraße wurde 1921 auf 30 m platzähnlich erweitert, um einen ungehinderten Blick auf den Dom zu ermöglichen. Die südliche Seite wurde mit dem am 23. April 1923 eröffneten Reichsbankgebäude bebaut, welches den Zweiten Weltkrieg überdauerte. Die Bebauung der nördlichen Seite ist nicht mehr erhalten und inzwischen neubebaut.
Im Jahr 2001 drängte die evangelische Kirche in Magdeburg darauf die Straße nach dem evangelischen Theologen und Begründer der Aktion Sühnezeichen Lothar Kreyssig umzubenennen, der in der Nähe gelebt hatte. Sowohl im Stadtrat als auch in der Öffentlichkeit wurde dieser Vorschlag kontrovers erörtert. Insbesondere die Ratsfraktion von Bündnis 90/Die Grünen wandte sich gegen den Vorschlag, da damit einer der ältesten Straßennamen der Stadt ausgelöscht würde und schlugen die Benennung einer anderen Straße nach Lothar Kreyssig vor. Mit den Stimmen von CDU und SPD wurde die Umbenennung jedoch beschlossen.
Dorfplatz; Stadtteil Beyendorf-Sohlen; PLZ 39122
Es handelt sich um den Dorfplatz des Ortsteiles Sohlen.
Dorfstraße; Stadtteil Alt Olvenstedt; PLZ 39130
Bei dieser Straße handelt es sich um die historisch gewachsene Dorfstraße des nach Magdeburg eingemeindeten Dorfes Olvenstedt.
Dorfstraße; Stadtteil Beyendorf-Sohlen; PLZ 39122
Heute: Beyendorfer Dorfstraße
Nach der Eingemeindung Beyendorf-Sohlens nach Magdeburg 2001 wurde, um doppelte Benennungen zu vermeiden, die Bezeichnung für die Dorfstraße im Ortsteil Beyendorf um das Wort „Beyendorfer“ ergänzt.
Dorfstraße; Stadtteil Randau-Calenberge; PLZ 39221; Ortsteil Calenberge
Heute: Calenberger Dorfstraße
Nach der Eingemeindung Randau-Calenberges nach Magdeburg 1994 wurde, um doppelte Benennungen zu vermeiden, die Bezeichnung für die Dorfstraße im Ortsteil Calenberge um das Wort „Calenberger“ ergänzt.
Dorfstraße; Stadtteil Randau-Calenberge; PLZ 39221; Ortsteil Randau
Heute: Randauer Dorfstraße
Nach der Eingemeindung Randau-Calenberges nach Magdeburg 1994 wurde, um doppelte Benennungen zu vermeiden, die Bezeichnung für die Dorfstraße im Ortsteil Randau um das Wort „Randauer“ ergänzt.
Dornburger Weg; Stadtteil Berliner Chaussee; PLZ 39114
Benannt nach dem südöstlich von Magdeburg zwischen Schönebeck (Elbe) und Zerbst an der Elbe in Sachsen-Anhalt gelegenen Dorf Dornburg.
Dorotheenstraße; Stadtteil Buckau; PLZ 39104
Die Dorotheenstraße ist nach der Gastwirtin Dorothea Knust benannt. Sie war Mitte des 19. Jahrhunderts Wirtin einer Kneipe in dieser Straße und rauchte so leidenschaftlich Zigarre, dass sie bald über die Stadtgrenzen hinaus bekannt war und zu einer „lebenden Legende“ wurde. In ihrer Kneipe herrschte reger Publikumsverkehr. Nach ihrem Tod wurde ihr dieser Straßennamen gewidmet.
Dorpmüller-Privatweg; Stadtteil Leipziger Straße; PLZ 39112
Heute: Niemöller-Privatweg
Diese Straße war in der Zeit des Nationalsozialismus nach dem Reichsverkehrsminister und Generaldirektor der Deutschen Reichsbahn Julius Dorpmüller benannt.
Dr.-Grosz-Straße; Stadtteil Neustädter See; PLZ 39126
Benannt nach dem Magdeburger Arzt Gyula Grosz.
Dr.-Weißler-Straße; Stadtteil Prester; PLZ 39114
Diese Straße wurde mit Beschluss des Magdeburger Stadtrats vom 7. April 2005 nach dem im KZ Sachsenhausen ermordeten Juristen Friedrich Weißler (1891–1937) benannt.
Drackenstedter Weg; Stadtteil Diesdorf; PLZ 39110
Benannt nach dem westlich von Magdeburg in der Magdeburger Börde gelegenen Dorf Drackenstedt.
Dräseckeplatz; Stadtteil Alte Neustadt; PLZ 39106
Benannt nach dem evangelischen Theologen, Generalsuperintendenten und Bischof Bernhard Dräsecke.
ehemalige Institutionen, Bauwerke, Denkmäler
- Martinskirche, evangelische Kirche, erbaut zwischen 1898 und 1902 im Stil der Neogotik. Im Zweiten Weltkrieg zerstörtes Gebäude 1959 gesprengt.

Draisweg; Stadtteil Stadtfeld Ost; PLZ 39108
Vormals: Fortverbindungsweg (bis 1938)
Benannt nach dem deutschen Erfinder (z. B. des Laufrades) und Demokraten Karl Drais.
Dreibrückenstraße; Stadtteil Diesdorf; PLZ 39110
 ?
ehemalige Institutionen, Bauwerke, Denkmäler
- Diesdorfer Gesundbrunnen, im 18. Jahrhundert als Heilquelle angesehene Quelle.

Dreienbrezelstraße; Stadtteil Altstadt; PLZ 39104
Der Name war seit 1807 gebräuchlich und ging auf das Haus Nr. 9 „Zu den drei Pretzeln“ zurück. Bis 1945 befand sich dort noch die Bäckerei „Pflugmacher“. Die Straße besteht heute nicht mehr. Nach den schweren Zerstörungen des Zweiten Weltkrieges in der Magdeburger Altstadt erfolgte ein Wiederaufbau, der keine Rücksicht auf die gewachsene Stadtstruktur nahm. Es sollte eine neue sozialistische Stadt entstehen. Auf dem Gelände des westlichen Teils dieser Straße steht heute das Einkaufszentrum „Alleecenter“. Der östliche Teil wurde durch die heutige Ernst-Reuter-Allee überbaut.
- Bekannte Personen, die hier lebten:

Johannes Münze, Pionier der deutschen Arbeiterbewegung, wohnte ab 1856 im Haus Nr. 9a.
Dreienengelstraße; Stadtteil Altstadt; PLZ 39104
Der Name der Straße ging auf das Hauszeichen des Hauses Zu den Drei Engeln zurück. Das Haus befand sich an der Adresse Breiter Weg Nr. 134 und beherbergte zeitweise das alte Stadttheater.
Die Straße besteht heute nicht mehr. Nach den schweren Zerstörungen des Zweiten Weltkrieges in der Magdeburger Altstadt erfolgte ein Wiederaufbau, der keine Rücksicht auf die gewachsene Stadtstruktur nahm. Es sollte eine neue sozialistische Stadt entstehen. Die Dreiengelstraße verlief zwischen der heutigen Max-Otten-Straße und dem Breiten Weg, nördlich der heutigen Julius-Bremer-Straße. Das Gebiet ist heute überbaut.
Dreileber Weg; Stadtteil Diesdorf; PLZ 39110
Benannt nach dem westlich von Magdeburg in der Magdeburger Börde gelegenen Dorf Dreileben.
Drews-Privatweg; Stadtteil Salbke; PLZ 39122
 ?
Drosselsteig; Stadtteil Stadtfeld West; PLZ 39110
Benannt nach dem Vogel Drossel. In diesem Wohngebiet wurden die Straßen überwiegend nach Vogelarten benannt.
Drosselweg; Stadtteil Ottersleben; PLZ 39116
Heute:?
Die Straße dürfte nach dem Vogel Drossel benannt worden sein.
Drübecker Weg; Stadtteil Lemsdorf; PLZ 39118
Benannt nach dem im Harz westlich von Wernigerode in Sachsen-Anhalt gelegenen Dorf Drübeck.
Druxberger Weg; Stadtteil Diesdorf; PLZ 39110
Benannt nach dem westlich von Magdeburg in der Magdeburger Börde gelegenen Dorf Druxberge.
Dualaweg; Stadtteil Neustädter Feld; PLZ 39128
Heute: Meseberger Weg
Die Straße war nach Duala, dem Hauptort der Deutschen Kolonie Kamerun, benannt. Sämtliche Straßen des Gebiets trugen Namen, die an die Kolonien anknüpften. Nach 1945 wurden sie umbenannt; dabei wurden  Ortsbezeichnungen aus der nördlichen Umgebung von Magdeburg gewählt.

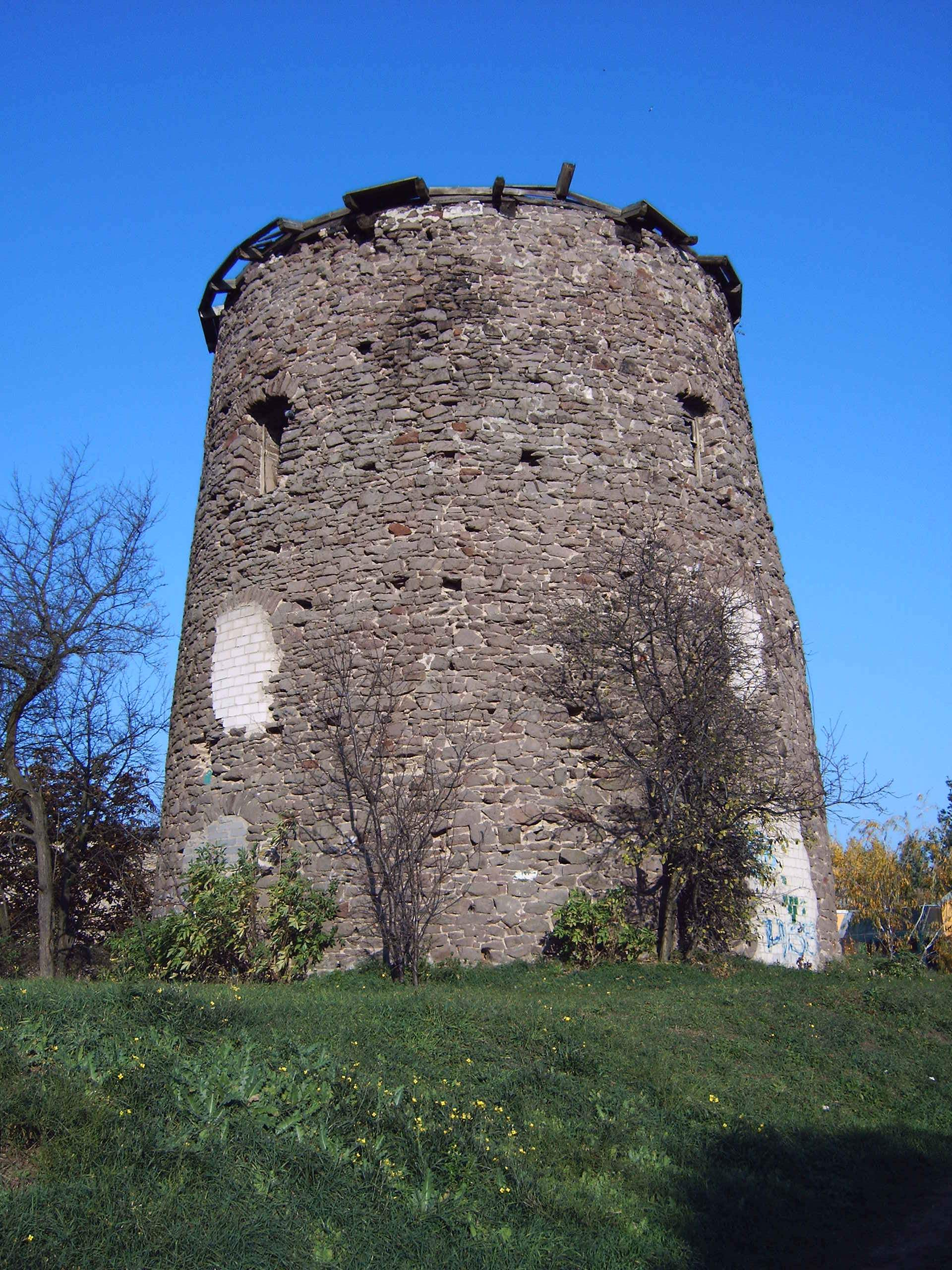
Düppler Mühle

Düppler Mühlenstraße; Stadtteil Neu Olvenstedt; PLZ 39130
Der Straßenname geht auf die hier befindliche Düppler Mühle, eine Holländerwindmühle, zurück, die bis 1899 als Mühle im Betrieb war. Später wurde sie als Gaststätte und zu Wohnzwecken genutzt. In den 1970er Jahren brannte sie aus. Der Baukörper der Mühle ist jedoch erhalten.
Institutionen, Bauwerke, Denkmäler:
- Düppler Mühle, ehemalige Windmühle, erbaut 1845.

Dürerstraße; Stadtteil Sudenburg; PLZ 39112
Benannt nach dem deutschen Maler Albrecht Dürer.
Dungertweg; Stadtteil Ottersleben; PLZ 39116
Benannt nach dem Maler und Grafiker Max Dungert.
Die Benennung erfolgte durch den Stadtrat am 8. Juni 2000, war jedoch umstritten. Die Treuhandliegenschaftsgesellschaft mbH (TLG) wollte ein neues Wohngebiet mit 9 neuen Straßen erschließen. Die TLG schlug zur Benennung im Wesentlichen Magdeburger Künstler, so auch Max Dungert vor. Hiergegen wandte sich die Bürgerinitiative „Bürger für Ottersleben“ e. V. Sie schlug alte Flurbezeichnungen und dörfliche Begriffe zur Benennung vor. Der Dungertweg sollte danach „Zum Kartoffelgrund“ heißen. Die CDU-Ratsfraktion brachte einen entsprechenden Änderungsantrag in den Stadtrat ein. Zur Begründung hieß es, Benennungen nach Personen seien in dem Gebiet eher unüblich und es fehle eine Verbindung zu Ottersleben. Der Änderungsantrag fand im Kommunal- und Rechtsausschuss eine Mehrheit. Im Stadtrat wurde der Antrag jedoch abgelehnt, so dass die Straße nach Max Dungert benannt wurde.
Duvigneaustraße; Stadtteil Leipziger Straße; PLZ 39112
Heute: Jean-Burger-Straße (seit dem 11. April 1965)
Die Straße war nach dem Magdeburger Kommunalpolitiker und Ehrenbürger Johann Joseph Otto Duvigneau benannt. In der DDR erhielt sie den Namen des französischen Kommunisten Jean Burger. Begründet wurde die am 11. April 1965 durchgeführte Umbenennung damit, dass Duvigneau ein „typischer Vertreter der Magdeburger Bourgeoisie des vorigen Jahrhunderts, der sich durch Bodenspekulationen bei der Stadterweiterung maßlos bereichert“ habe, gewesen sei.